# 思い出以上になりたくて
- ラブライブ! > lily white > 思い出以上になりたくて
- ラブライブ! > ラブライブ!のディスコグラフィ > 思い出以上になりたくて

「思い出以上になりたくて」(おもいでいじょうになりたくて) は、2015年12月23日に発売された、ミニユニット「lily white」のシングル。ユニットシングル 4th sessionの第2弾。

## 概要
『ラブライブ! スクールアイドルフェスティバル』のユーザー数が全世界1500万人、国内1000万人を突破したことを記念して制作された楽曲。
9月17日に東京ゲームショウ2015にて制作されることが発表、12月15日にアルバムジャケットと楽曲内容が告知された。
また、「思い出以上になりたくて」は12月15日のアップデートにより同ゲーム内で楽曲が配信、起動画面のBGMにも使われている。
初回生産分には限定覚醒済みSRカード1枚が入手できるシリアルコードが1個（全3種）がランダムで付属する。
なお、今回は3ユニット共通で3rdシングルまでは収録されていたミニドラマは収録されていない。
キャッチコピーは「ずっとあなたが、好きでした―――。」

## チャート功績
12月22日付のオリコンでは4位に初登場、翌日の12月23日付で9,258枚を売上げ1位にランクインし、その後3日連続で首位を守った。ラブライブのユニットシングルがデイリー1位を獲得するのは初の記録となる。2016年1月4日付のオリコン週間ランキングでは初動4.1万枚を売り上げ週間3位にランクインした。
5週目にあたる2月1日付の週間ランキングでは、BiBiの「錯覚CROSSROADS」との連動特典により売上が急上昇し10位にランクイン。ラブライブのCDがTOP10圏外からTOP10に返り咲いたのは初の記録となった。
ビルボードにおいてはHot Animationで3作連続、Hot Singles Salesでは初の1位を獲得した。

## 収録曲
（全作詞：畑亜貴）
CD
1. 思い出以上になりたくて  [4:02]
作曲:rino、編曲：酒井陽一
  - 『ラブライブ! スクールアイドルフェスティバル』オリジナル楽曲
2. 春情ロマンティック  [4:34]
作曲・編曲：佐々木裕
  - 『ラブライブ! スクールアイドルフェスティバル』オリジナル楽曲
3. 思い出以上になりたくて (Off Vocal)  [4:01]
4. 春情ロマンティック (Off Vocal)  [4:31]